# Cheilanthes insignis
Cheilanthes insignis är en kantbräkenväxtart som beskrevs av Ren-Chang Ching. Cheilanthes insignis ingår i släktet Cheilanthes och familjen Pteridaceae. Inga underarter finns listade.